# 구암동 (군산시)
구암동(龜岩洞)은 대한민국의 전북특별자치도 군산시에 설치된 동이다.

## 개요
구암동은 호남의 3.1운동 발생 지역 중 하나로 선열들의 숭고한 뜻이 숨쉬는 역사적인 고장이며, 소설 《탁류》의 저자인 채만식 선생의 문학관이 자리잡고 있다. 한편 서해연안과 금강하구둑으로 이어지는 연안도로의 개통과 군산시 - 장항읍 간 철도 연결 사업으로 신역세권 개발 등 발전 잠재력을 지니고 있으며, 전설과 정기가 서린 장군봉이 있는 군봉공원과 서해바다 그리고 내흥 들녘으로 어우러진 곳이다.

## 연혁
- 조선 시대 : 임피현에 속함. 임피현 서북면 구암리(臨陂縣 西北面 龜岩里), 임피현 북일면 내흥리(臨陂縣 北一面 內興里)
- 1914년 : 옥구군 개정면 구암리, 옥구군 성산면 내흥리
- 1937년 : 군산부 구암정, 옥구군 성산면 내흥리
- 1973년 7월 1일 : 성산면 내흥리가 군산시 내흥동으로 편입됨.

## 법정동
- 구암동(龜岩洞)
- 내흥동(內興洞)

## 주거
| 단지명                         | 건설사                  | 시행사                        | 주소        | 주소   | 입주        | 비고 |
| ------------------------------ | ----------------------- | ----------------------------- | ----------- | ------ | ----------- | ---- |
| 군산구암 휴먼시아              |                         | 대한주택공사                  | 궁멀길 55-8 | 구암동 | 2009년 9월  |      |
| 군산구암 현대                  | 현대건설                | 현대건설                      | 서당길 11   | 구암동 | 1994년 3월  |      |
| e편한세상 군산 디오션루체      | DL이앤씨                | 신한자산신탁㈜ 솔림파트너스㈜ |             | 구암동 |             |      |
| 군산신역세권 한라비발디 센트로 | HL디앤아이한라 ㈜케이디 | 코리아신탁㈜ ㈜케이디         | 돌끌로 53   | 내흥동 | 2024년 10월 |      |
| 군산신역세권 우미린 센텀오션   | 우미건설                | ㈜청우건설                    | 정자로 45   | 내흥동 | 2024년 5월  |      |
| 군산신역세권 영무예다음        | 영무건설㈜              | 영무산업개발㈜                |             |        |             |      |